# Europese tjitjak
De Europese tjitjak of (Hemidactylus turcicus) is een hagedis uit de infraorde gekko's (Gekkota) en de familie Gekkonidae.

## Naam en indeling
Andere benamingen voor deze soort zijn mediterrane tjitjak en schijfvinger
De wetenschappelijke naam van de soort werd voor het eerst voorgesteld door Carl Linnaeus in 1758. Oorspronkelijk werd de naam Lacerta turcica gebruikt. De soortaanduiding turcicus betekent vrij vertaald 'van Turkije' en verwijst naar een deel van het het verspreidingsgebied.

## Uiterlijke kenmerken
De Europese tjitjak is meestal witgeel met een luipaard-achtig patroon van bruine vlekjes op de rug en een bruin en geel gebandeerde staart. Er zijn minder variaties dan bij de tjitjak (Hemidactylus frenatus) maar het verspreidingsgebied is ook aanzienlijk kleiner. De huid van deze soort is een beetje doorzichtig en rozeachtig van kleur. De eieren van zwangere vrouwtjes zijn hierdoor goed te zien.
De gekko wordt maximaal 16 centimeter lang inclusief staart. De tenen hebben kleine lamellae (hechtkussentjes) en huidflappen over de tenen. Op de flanken en de staartwortel bevinden zich kleine stekelachtige bultjes. De ogen hebben een verticale pupil.

## Levenswijze
De Europese tjitjak is een schemer- en nachtactieve soort die dan op zoek gaat naar insecten en larven. Hagedissen die aan de randen van steden leven komen op de insecten af die weer op licht afkomen, waardoor het lijkt alsof de gekko's de mens opzoeken. De mannetjes lokken de vrouwtjes met jammerende geluiden die lijken op het miauwen van een kat. Als de mannetjes om een vrouwtje vechten, of als ze worden aangeraakt, kunnen ze ook knorrende of gillende geluiden produceren. De eieren zijn bijna rond en meten gemiddeld 1 bij 1,5 centimeter. Als de jonge hagedissen uit het ei kruipen zijn ze 4 tot 5 centimeter lang.

## Verspreiding en habitat

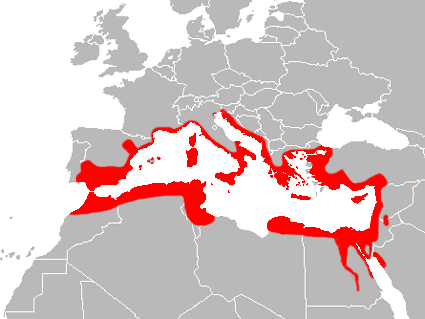
Verspreidingsgebied in het rood.

De Europese tjitjak heeft een groot verspreidingsgebied en komt voor in delen van Europa in de landen Portugal, Spanje, Frankrijk, Italië, Albanië, Griekenland, Malta, Kroatië, Bosnië en Herzegovina, Montenegro en Turkije. Daarnaast komt de soort voor in Afrika in Marokko, Algerije, Tunesië, Libië, Egypte, de Canarische Eilanden, Somalië, Eritrea en Soedan. In het Midden-Oosten is de hagedis gevonden in Israël, Libanon, Jordanië, Syrië, Jemen, Irak en Saoedi-Arabië, en in Azië in Pakistan, India en oostelijk Rusland. In Amerika ten slotte is de gekko bekend uit de landen Panama, Puerto Rico en mogelijk in Belize.
De mediterrane gekko is door de mens geïntroduceerd in Bermuda, Cuba, Mexico en de Verenigde Staten. Hier is de gekko waarschijnlijk geïntroduceerd tussen de 15e en de 18e eeuw door toedoen van de zeevaart van de mens. De slavenhandel of de massale immigratie rond die tijd hebben hieraan bijgedragen. De Europese tjitjak is in staat om zich te handhaven bij temperaturen tot 10 graden Celsius, in tegenstelling tot andere gekko's.
De habitat bestaat uit mediterrane scrublands, rotsige omgevingen, droge grotten en kustmoerassen. Ook in door de mens aangepaste streken zoals plantages, landelijke tuinen en stedelijke gebieden kan de hagedis worden gevonden.

## Beschermingsstatus
Door de internationale natuurbeschermingsorganisatie IUCN is de beschermingsstatus 'veilig' toegewezen (Least Concern of LC).